# Aztekisk skrift

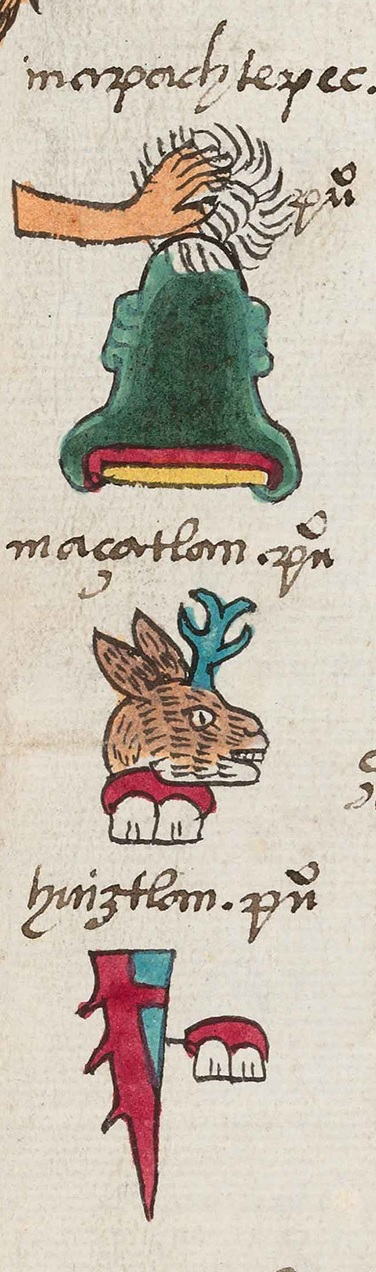
Ortnamnen Mapachtepec, Mazatlan och Huitztlan med det aztekiska skriftsystemet

Aztekisk skrift är ett piktografiskt och ideografiskt skriftsystem som användes i det centrala Mexiko av nahuafolken för att skriva klassisk nahuatl. 
Den aztekiska skriften härrör troligen från zapotekernas skrift och har många gemensamhetsdrag med mixtekers skrift. Dessa aztekiska skrifttecken har ingen fast betydelse, och en text får läsas ungefär på samma sätt som en rebus. De enda standardiserade tecknen var för dagar i kalendern.
Detta skriftsystem förekom i ett större antal aztekiska så kallade codexer, skrivna på hjortskinn och växtfiber. De flesta som skrivits med bildskriften brändes av Conquistadorerna och deras präster som ett led i den spanska koloniseringen av Amerika. Bland återstående aztekkodexer märks Codex Mendoza, Codex Borbonicus och Codex Osuna.  Denna ursprungliga bildskrift fortsatte dock att användas ytterligare i cirka 100 år och har dragit till sig fortsatt tolkningsintresse. En av dessa kallad Códice de Otlazpan upptar en lista över den tribut, som den lilla byn Otlazpans invånare via sina indianska styresmän hade att erlägga till den spanska kolonialmakten. Sammanställningen gjordes 1967 av latinamerikaforskaren Birgitta Leander och kommer snart i nytolkning med ytterligare dokument. Leander bor sedan länge i Paris och har mottagit den Aztekiska örnens orden för sina insatser från den mexikanska regeringen.
Den piktografiska skriften hade dock begränsad möjlighet att återge språket och det skrivna ordet övergick på 1600-talet till det latinska alfabetet. Därmed fortsatte nahuatl att vara ett litterärt språk. Det skrevs ett stort antal krönikor, poetiska verk, administrativa handlingar och grammatikor på nahuatl på 1500- och 1600-talet. Detta tidiga litterära språk, det klassiska nahuatl, är bland de mest studerade och bäst dokumenterade språken i Amerika.

## Några exempel

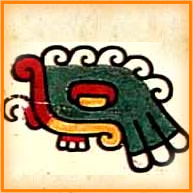
Atl («vatten»)
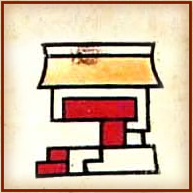
Calli («hus»)
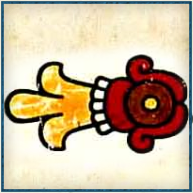
Xochitl («blomma»)
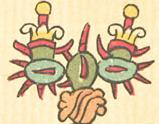
Tenochtitlan